# Moerisia gangetica
Moerisia gangetica is een hydroïdpoliep uit de familie Moerisiidae. De poliep komt uit het geslacht Moerisia. Moerisia gangetica werd in 1958 voor het eerst wetenschappelijk beschreven door Kramp. 